# Рот-Шахаморов, Эстер
Эстер Рот-Шахаморов (ивр. אסתר רוט שחמורוב‎; род. 16 апреля 1952, Тель-Авив) — израильская легкоатлетка. Обладательница лучшего результата на Олимпийских играх в истории израильской лёгкой атлетики до 1990-х годов (6-е место в финале), победительница и призёр Азиатских игр 1970 и 1974 годов, трёхкратная спортсменка года в Израиле. Лауреат Премии Израиля за 1997 год, член Международного еврейского спортивного зала славы с 2013 года.

## Спортивная карьера
Эстер Шахаморов уже к концу 1960-х годов была одной из лучших легкоатлеток Израиля. В 1969 году на Маккабианских играх она стала чемпионкой на дистанциях 100 и 200 м, а также в прыжке в длину. В 1970 году на Азиатских играх в Бангкоке Эстер победила на дистанции 100 м с барьерами и в легкоатлетическом пятиборье, а в прыжках в длину завоевала серебряную медаль. На следующий год она была названа спортсменкой года в Азии.
На Олимпийских играх в Мюнхене Шахаморов выиграла на стометровой дистанции предварительный забег, а затем вышла в полуфинал. Там она показала одинаковый результат со спортсменкой, занявшей четвёртое место, но в финал не прошла. Её выступления на дистанции 100 м с барьерами, где она также вышла в полуфинал, прервал террористический акт, унёсший жизни одиннадцати товарищей Эстер по команде, включая её тренера Амицура Шапиру. Хотя Игры после короткого перерыва были продолжены, Шахаморов отказалась от дальнейшего участия в соревнованиях.
Разочаровавшись в духе Олимпийских игр, Эстер собиралась расстаться со спортом навсегда, но её жених, гимнаст Петер Рот, сумел вернуть её в спорт, через два года став не только мужем, но и новым тренером. Занятия спортом помогли ей преодолеть психологическую травму. После этого Эстер выиграла ещё пять золотых медалей на Маккабиадах 1973 и 1977 года (установив на последних также три израильских рекорда на коротких дистанциях) и три чемпионских звания (на дистанциях 100, 200 и 100 с барьерами) на Азиатских играх 1974 года в Тегеране. Этого успеха она добилась всего через несколько месяцев после родов с помощью кесарева сечения.
В 1976 году Рот-Шахаморов стала первой израильтянкой, пробившейся в финал олимпийского легкоатлетического забега. Это произошло на дистанции 100 м с барьерами, где накануне Олимпиады у неё был девятый результат сезона в мире. Эстер улучшала израильский рекорд дважды — в предварительном забеге и четвертьфинале — и повторила свой рекорд в финале, заняв шестое место. Этот результат оставался лучшим в истории участия израильской сборной в популярных олимпийских дисциплинах до 1990-х годов. Планировалось участие Рот-Шахаморов в Олимпийских играх 1980 года в Москве, но из-за присоединения Израиля к бойкоту Игр со стороны западных стран её выступление не состоялось.
Эстер Рот-Шахаморов трижды признавалась спортсменкой года в Израиле согласно опросу газеты «Маарив», а в 1971 году была избрана спортсменкой года в Азии. В 1997 году она была удостоена Премии Израиля в области физкультуры и спорта. Рот-Шахаморов — лауреат Бронзового Олимпийского ордена — в 2010 году была также выдвинута Олимпийским комитетом Израиля на соискание премии МОК за развитие женского спорта. В 2013 году её имя было включено в списки Международного еврейского спортивного зала славы.

## Дальнейшая судьба
По окончании соревновательной карьеры Эстер Рот-Шахаморов стала тренером и учителем физкультуры — профессия, о которой она мечтала с начальной школы. Она продолжала вести активный образ жизни даже после того, как в 2009 году была вынуждена пройти операцию по пересадке почки из-за генетической болезни. Её муж Петер умер в 2006 году от инфаркта. У Эстер и Петера было двое детей: сын Ярон, чемпион Израиля по фехтованию, и дочь Михаль — музыкант и композитор. Рекорд Израиля в беге на 100 м, установленный Эстер в 20-летнем возрасте в предварительном забеге мюнхенской Олимпиады — 11,45 секунды — остаётся непобитым больше сорока лет (на соревнованиях 2014 года Ольга Ленски улучшила его на 0,03 секунды, но этот результат был позже аннулирован из-за неявки на допинг-тест).